# Solenostoma virgatum
Solenostoma virgatum là một loài Rêu trong họ Jungermanniaceae. Loài này được (Mitt.) Váňa & D.G.Long mô tả khoa học đầu tiên năm 2009.